# ۳۶۳ (میلادی)
۳۶۳ (میلادی) سیصد و شصت و سومین سال تقویم میلادی است.

## رویدادها
در زمان شاپور دوم شاهنشاه ساسانی، قرارداد صلحی سی ساله، بین ایران و بیزانس منعقد شد و ارمنستان و چند منطقهٔ مهم دیگر به تحت قیمومت ایران درآمدند. 

## درگذشتگان
یولیانوس امپراتور بیزانس در خلال جنگ با شاپور دوم شاهنشاه ساسانی، کشته شد.
‎